# カルヴィン・ハリス
カルヴィン・ハリス（英 : Calvin Harris、1984年1月17日-）は、スコットランド出身のプロデューサー・トラックメイカー（ビートメイカー）・作曲家・編曲家、ボーカリストの音楽アーティスト・シンガーソングライター、DJである。

## 略歴
MySpaceで自身の楽曲をアップロードし、注目を浴びた。カイリー・ミノーグ、リアーナ、ニーヨ、ケシャといったミュージシャンの楽曲をプロデュースした経験を持つ。代表曲は、2011年に発表した「Feel So Close」で、全米シングルチャートにて最高12位まで上昇した。また、リアーナのシングル「ウィー・ファウンド・ラヴ」にフィーチャーされ、8週間連続、計10週間全米一位を誇るなど、世界的に有名なDJの一人でもある。

## 人物
1984年1月17日に、スコットランドのダムフリースにて生まれる。「子供時代はサッカー選手のスティーブ・マクマナマンに憧れていたが、自分はサッカーをプレイしなかった。彼のようなカーリーヘアを持っていなかったから」と冗談で語っている。ミュージシャンとしての道を本格的に歩み始めたのは、まだ彼が10代の頃だった。その後、デモ制作などで着実に知名度を上げていき、2006年に、ソニーミュージック傘下のコロムビア・レコードとの契約を果たす。
1年後の2007年には、メジャーデビューアルバム『I Created Disco』をリリースし、イギリス国内で10万枚以上を売り上げ、ゴールドディスクを獲得した。同時期にはカイリー・ミノーグの楽曲のプロデュースを手掛けたことで知名度を上げた。
2009年8月17日、2ndアルバム『Ready for the Weekend』をリリース。前作と同じく、UKにて、ゴールド・ディスクを獲得した。
2012年10月30日、3rdアルバム「18months」をリリース。UK アルバム・チャート初登場1位を記録。
2016年7月18日、シングル「This Is What You Came for」をリリース。アメリカレコード協会RIAAによってプラチナディスク認定された。そして2年後に発表した2ndアルバム『Ready for the Weekend』も同じくゴールドディスクを獲得。2016年には、リアーナとコラボしたシングル「This Is What You Came for」をリリースし、アメリカレコード協会RIAAによってプラチナディスク認定された。

## クリス・ブラウンによる盗作騒動
ハリスは「今朝、ラジオから流れるクリス・ブラウンの新曲を聴いたときに、コーンフレークを喉に詰まらせそうになったよ！どういう意味かわかる？」とTwitterでつぶやいた。これはクリス・ブラウンの2010年の新曲「Yeah 3x」が、ハリスが2009年に発表した "I'm Not Alone"にそっくりだという意味であった。その後、Twitterでクリス・ブラウンのファンから「あなたの曲なんて誰も知らない」と攻撃を受けた。これに対しハリスは「何を言おうと、盗作は盗作だ。DJ Frank E（「Yeah 3x」のプロデューサー）のことをリスペクトしているけれど、彼は僕の曲を知っているはずだ」とツイートした。騒動ののち、クリス・ブラウン本人が2曲を聴き比べた上で類似を認め、カルヴィン・ハリスの本名「Adam Richard Wiles」を「Yeah 3x」作曲者のクレジットに追加した。

## 私生活
2015年3月頃から歌手のテイラー・スウィフトと交際していたが、2016年10月に破局が報じられた。

## ディスコグラフィ

### アルバム
| 年                                        | タイトル                 | アルバム詳細 | チャート最高位 | チャート最高位 | チャート最高位 | チャート最高位 | チャート最高位 | チャート最高位 | チャート最高位 | チャート最高位 | チャート最高位 | チャート最高位 | 認定                                                           |
| 年                                        | UK                       | AUS | BEL            | CAN            | FRA            | GER            | IRE            | NLD            | NZ             | US             |                |                |                                                                |
| ----------------------------------------- | ------------------------ | --- | -------------- | -------------- | -------------- | -------------- | -------------- | -------------- | -------------- | -------------- | -------------- | -------------- | -------------------------------------------------------------- |
| 2007                                      | I Created Disco          | - 発売日: 2007年6月15日 - レーベル: Fly Eye, Columbia - フォーマット: CD, LP, digital download - 全英売上: 22.3万枚                  | 8              | —              | —              | —              | 95             | —              | 34             | —              | —              | —              | - UK: ゴールド                                                 |
| 2009                                      | Ready for the Weekend    | - 発売日: 2009年8月14日 - レーベル: Fly Eye, Columbia - フォーマット: CD, LP, digital download - 全英売上: 27.4万枚                  | 1              | 39             | 74             | —              | 139            | —              | 6              | —              | —              | —              | - UK: ゴールド                                                 |
| 2012                                      | 18 Months                | - 発売日: 2012年10月26日 - レーベル: Deconstruction, Fly Eye, Columbia - フォーマット: CD, LP, digital download - 全英売上: 92.3万枚 | 1              | 5              | 44             | 8              | 110            | 63             | 2              | 48             | 4              | 19             | - AUS: プラチナ - CAN: ゴールド - IRE: ゴールド - NZ: ゴールド |
| 2014                                      | Motion                   | - 発売日: 2014年10月31日 - レーベル: Fly Eye, Columbia - フォーマット: CD, LP, digital download - 全米売上: 6.6万枚                  | 2              | 3              | 25             | 2              | 20             | 20             | 5              | 25             | 4              | 5              | - UK: ゴールド - AUS: ゴールド                                 |
| 2017                                      | Funk Wav Bounces: Vol. 1 | - 発売日: 2017年6月30日 - レーベル: Fly Eye, Columbia - フォーマット: CD, LP, digital download - 全米売上: 2.3万枚                   | 2              | 5              | 25             | 1              | 20             | 29             | 2              | 5              | 3              | 2              |                                                                |
| "—"は未発売またはチャート圏外を意味する。 |                          | |                |                |                |                |                |                |                |                |                |                |                                                                |